# Danh sách nhà thơ và tác giả tiếng Ba Tư

Danh sách này không đầy đủ, nhưng liên tục được mở rộng và bao gồm Các nhà thơ Ba Tư cũng như các nhà thơ viết bằng tiếng Ba Tư tới từ Iran, Azerbaijan, I Rắc, Georgia, Dagestan, Thổ Nhĩ Kỳ, Syria, Afghanistan, Turkmenistan, Tajikistan, Uzbekistan, Li-băng, Trung Quốc, Pakistan, Ấn Độ và nơi nào đó khác.
Đây là một danh sách chưa hoàn tất, và có thể sẽ không bao giờ thỏa mãn yêu cầu hoàn tất. Bạn có thể đóng góp bằng cách mở rộng nó bằng các thông tin đáng tin cậy.

## Từ thế kỷ thứ 7 tới thế kỷ thứ 8
- Bassam Kurd[1]
- Abu'l-Abbas Marwazi[2]

## Thế kỷ thứ 9
- Rudaki (رودکی)
- Muhammad al-Bukhari Học giả Hồi giáo Ba Tư, (810 - 870)
- Mansur Al-Hallaj (منصور حلاج)
- Shahid Balkhi (ابوالحسن شهيدبن حسين جهودانکي بلخی)
- Hanzala Badghisi(حنظله بادغیسی)
- Muhammad ibn Wasif
- Abu Hafs Sughdi[3]
- Abu Ishagh Juybari[4]
- Abu Zara'a Mumiri[4]
- Abu Salik Gurgani[2]
- Abu Shuaib Heravi[2]
- Faralavi[2]
- Firuz Mashreqi[2]
- Varagh Heravi[4]

## Thế kỷ thứ 10
- Ferdowsi فردوسی
- Abusaeid Abolkheir ابوسعید ابوالخیر
- Rudaki رودکی
- Abu Mansur Daqiqi ابومنصور دقیقی
- Mansur Al-Hallaj منصور حلاج
- Unsuri عنصری
- Rabi'a Balkhi رابعه بلخی
- Asjadi عسجدی
- Farrukhi Sistani فرخی سیستانی
- Isma'il Muntasir اسماعیل منتصیر
- Kisai Marvazi کسائی مروزی
- Abu Shakur Balkhi ابوشکور بلخی
- Abu Tahir Khosrovani(ابو طاهر خسروانی)
- Qabus, Qabus ibn Wushmagir, nhà thơ (mất năm 1012) ابوالحسن قابوس بن وشمگیر بن زیار, شمس المعالی
- Ayyuqi عیوقی
- Khwaja Abdullah Ansari خواجه عبدالله انصاری
- Shahid Balkhi شهید بلخی
- Daqiqi دقیقی
- Ma'ruf Balkhi معروف بلخی
- Munjik Tirmidhi
- Abu Taieb Mosabi[5]
- Aghaji Bukhari[6]
- Abbas Rabenjani[4]
- Abul'Ala Shushtari[7]
- Abul'Muid Balkhi[8]
- Abdullah Junaidi[4]
- Istighnayi Nishaburi[9]
- Badi' Balkhi[4]
- Bashar Marghazi[4]
- Bondar Razi[10]
- Bolmasal Bukhari[4]
- Hakak Marghazi
- Khabazi Nishaburi[4]
- Khusravi Sarkhasi[11]
- Runaqi Bukhari[4]
- Sepehri Bukhari[4]
- Shakir Jalab[12]
- Tahir Chagani[4]
- Tayan Zhazkhay[13]
- Amareh Marvazi[4]
- Qamari Jurjani[4]
- Lokeri[14]
- Abu Ahmad Kateb[2]
- Masoudi Marvazi[4]
- Manteqi Razi[15]

## Thế kỷ thứ 11
- al-Biruni (973–khoảng 1050)
- Fakhruddin As'ad Gurgani
- Abu'l Hasan Mihyar al-Daylami (mất năm 1037)
- Asad Gorgani
- Omar Khayyám, nhà thơ (1048–1131)
- Sanai, nhà thơ (1080–1131/1141)حکیم ابوالمجد مجدود ‌بن آدم سنایی غزنوی
- Hujviri d1073
- Abdul Qadir Gilani
- Manuchihri
- Abolfazl Beyhaghi, nhà sử học
- Abu'l-Hasan Bayhaqi
- Nasir Khusraw, lữ hành gia, nhà văn và nhà thơ
- Baba Tahir Oryan
- Rabi'ah Quzdari
- Abu-al-faraj Runi
- Keykavus Eskandar
- Nizam al-Mulk, tác giả của Siyasatnama
- Azraqi
- Masud Sa'd Salman
- Uthman Mukhtari
- Qatran Tabrizi
- Mughatil ibn Bakri
- Asadi Tusi اسدی طوسی
- Nizami نظامی گنجوی، نظامی
- Imam Muhammad Ghazali
- Abhari
- Athir al-Din Akhsikati
- Kafarak Ghaznavi[4]
- Labibi[16]

## Thế kỷ thứ 12
- Suzani Samarqandi, شمس الدین محمد بن علی nhà thơ (mất năm 1166)
- Adib Sabir ادیب صابر
- Am'aq عمعق بخارائی
- Anvari انوری ابیوردی
- Farid al-Din Attar, nhà thơ (khoảng 1130-khoảng 1220) فریدالدین عطار نیشاپوری
- Nizami, nhà thơ (khoảng 1140-khoảng 1203) نظامی
- Sheikh Ruzbehan شیخ روزبهان
- Abdul Qadir Gilani عبدالقادر گیلانی
- Khaqani Shirvani خاقانی شروانی
- Sanaayi سنایی
- Sheikh Ahmad Jami
- Muhammad Aufi
- Falaki Shirvani
- Hassan Ghaznavi, nhà thơ
- Sanai Ghaznavi, nhà thơ
- Mu'izzi
- Ibn Balkhi
- Uthman Mukhtari
- Mahsati, nhà thơ مهستی گنجوی
- Rashid al-Din Muhammad al-Umari Vatvat خولجه رشید الدین وطواط
- Nizami Arudhi Samarqandi نظامی عروضی سمرقندی

## Thế kỷ thứ 13
- Jalal al-Din Muhammad Rumi, nhà thơ (1207–1273)
- Sultan Walad
- Saadi, nhà thơ (1184–1283/1291?)
- Rashid-al-Din Hamadani, (1247–1318)
- Shams Tabrizi
- Sheikh Ruzbehan
- Zahed Gilani
- Khwaju Kermani
- Mahmoud Shabestari
- Najmeddin Razi
- Zartosht Bahram-e Pazhdo
- Muhammad Aufi
- Qazi Beiza'i
- Nizari Quhistani
- Awhadi Maraghai
- Humam-i Tabrizi
- Auhaduddin Kermani
- Ghiyas al-Din ibn Rashid al-Din
- Ata-Malik Juvayni
- Nasreddin
- Abu Tawwama (mất năm 1300)
- Kamal al-Din Isfahani
- Afdal al-Din Kashani
- Badr Jajarmi[17]
- Basati Samarqandi[18]
- Keykavus Razi[19]

## Thế kỷ thứ 14
- Hafez, nhà thơ (sinh vào khoảng 1310–1325) حافظ
- Amir Khusrow, امیر خسرو دهلوی
- Shah Shoja Mozaffari شاه شجاع مظفری
- Ubayd Zakani عبید زاکانی
- Jahan Malek Khatun جهان ملک خاتون
- Pur-Baha Jami پور بهار جامی
- Assar Tabrizi عصار تبریزی
- Mir Sayyid Ali Hamadani, میر سید علی ابن شہاب الدین ہمدانی - nhà truyền đạo Hồi giáo, lữ hành gia và nhà thơ (1314–1384)
- Padishah Khatun پادشاه خاتون
- Kamal Khujandi, nhà thơ, người theo chủ nghĩa thần bí Sufism (1321–1401)
- Shahin Shirazi
- Junayd Shirazi
- Qasem-e Anvar
- Imadaddin Nasimi
- Ghiyasuddin Azam Shah, Quốc vương Sultan của Bengal, người đã cùng với Hafez chung bút một bài thơ Ba Tư
- Ghiyas al-Din ibn Rashid al-Din
- Shah Nimatullah Wali
- Maghrebi Tabrizi
- Nur Qutb Alam, học giả tôn giáo Bengali
- Salman Savaji
- Sharaf al-Din Ram[20]
- Heydar Shirazi[21]
- Muin al-Din Jovaini[22]
- Junayd Shirazi[23]
- Shahab al-Din Bidavoni[24]
- Naser Bejehie[25]
- Imad al-Din Fazlavi[26]
- Shams al-Din Kashani[27]
- Imad Kermani[28]
- Nizam al-Din Qari[29]
- Jalal al-Din Atighi Tabrizi
- Jalal Tabib Shirazi[30]
- Jalal Azod[31]
- Hassan Mutekalim[4]
- Rukn Davi-Dar[32]
- Jalal Ukkashe[4]

## Thế kỷ thứ 15
- Jami, nhà thơ (1414–1492)
- Ahli Shirazi
- Mir Ali Shir Nava'i, nhà thơ (1441–1501)
- Azari Tusi(1380-1462)
- Badriddin Hilali, nhà thơ (1470–1529)
- Imrani, nhà thơ (1454–1536)
- Fuzûlî, nhà thơ (1494–1556) فضولی
- Amir Shahi Sabzevari[33]
- Esmat Bukhari[34]
- Sharaf al-Din Sabzevari[35]
- Hamedi Isfahani[36]
- Qbuli Heravi[37]
- Katebi Tarshizi[38]
- Asefi Heravi[39]
- Vahid Tabrizi
- Fahmi Astarabadi[40]

## Thế kỷ thứ 16
- Sheikh Bahaii, Khoa học gia, kiến trúc sư, nhà triết học và nhà thơ (1546–1620)
- Vahshi Bafghi
- Hatefi, cháu của nhà thơ Jami
- Taleb Amoli (1586-1627)
- Baba Fighani Shirazi
- Naw'i Khabushani
- 'Orfi Shirazi
- Faizi
- Mohtasham Kashani
- Muhammad Arshad, tác giả người Bengali
- Syed Pir Badshah, tác giả người Bengali
- Ali Sher Bengali, tác giả tôn giáo
- Syed Shah Israil, nhà thơ người Bengali
- Nahapet Kuchak
- Teimuraz I of Kakheti (Tahmuras Khan)
- Syed Rayhan ad-Din, Bengali nhà thơ
- Qazi Nurullah Shustari
- Sanai Mashhadi[41]
- Hazegh Gilani[4]
- Sahabi Astarabadi[42]
- Sharaf Jahan Qazvini[43]
- Shahidi Qumi
- Ghazali Mashhadi[44]
- Fekri Jameh-Baf[45]
- Ghasemi Gonabadi[46]
- Lesani Shirazi[47]
- Meili Mashhadi[48]
- Naziri Nishaburi[4]
- Vali Dashtbayazi[49]
- Darvishi Dahaki[50]
- Nizam Astarabadi[51]
- Heyrati Tuni[52]
- Khari Tabrizi
- Khajeghi Enayat[53]
- Sabri Isfahani[54]
- Tarhi Shirazi[54]
- Shuja Kor[54]
- Kami Qazvini[55]
- Hejri Qumi[54]
- Heydar Kuliche-Paz[56]
- Abdi Shirazi[57]
- Kahi Kabuli[58]
- Malek Qomi[59]
- Qeidi Shirazi[54]
- Makhdom Sharifi[60]
- Nizam al-Din Hashimi[54]
- Gharari Gilani[54]
- Hisabi Natanzi[61]
- Mirak Salehi[62]
- Serfi Savaji[63]
- Hozuri Qumi[63]
- Gheirati Shirazi[64]
- Voghui Nishaburi[65]
- Vahshi Jushghani[63]
- Voghui Tabrizi[63]
- Shuaib Jushghani[66]
- Heydar Muamayi
- Fosuni Yazdi[67]
- Ali Komrehyi[68]

## Thế kỷ thứ 17
- Saib Tabrizi, nhà thơ (1601/02-1677)
- Mohammad Taher Vahid Qazvini(1621-1700)
- Kalim Kashani(1581/1585-1651)
- Mohammad Qoli Salim Tehrani (mất năm 1647)
- Shah Abdur Rahim, học giả tôn giáo Ấn Độ
- Jamila Isfahani, nữ nhà thơ
- Shah Waliullah Dehlawi, lãnh đạo tôn giáo Ấn Độ
- Teimuraz I of Kakheti (Tahmuras Khan)
- Abul Ma'āni Abdul Qader Bedil (1642–1720)
- Guru Gobind Singh (1666–1708) - Đã sáng tác bức thư Zafarnamah trứ danh
- Zeb-un-Nissa Makhfi (1637–1702)
- Razi Danesh Mashadi(mất năm 1665)
- Bhai Nand Lal (1633–1713)
- Gani Kashmiri (khoảng 1630 – khoảng 1669)
- Mir Razi Artimani[69]
- Kamali
- Munir Lahori[70]
- Zolali Khansari[71]
- Najib Kashani[72]
- Naziri Nishaburi[73]
- Saber Kermani
- Tasir Tabrizi[74]
- Qasem Mashhadi[75]
- Masih Kashani[76]
- Vaez Qazvini[77]
- Rafi Mashhadi
- Qudsi Mashhadi[78]
- Zafarkhan Hasan[79]
- Mir Nejat Isfhani[80]

## Thế kỷ thứ 18
- Shah Abdul Aziz Dehlavi, học giả tôn giáo Ấn Độ (شاه عبد العزیز دهلوی)
- Azar Bigdeli(آذر بیگدلی)
- Ram Mohan Roy, nhà cải cách Hindu người Bengali (رام موهن رای)
- Hazin Lahiji (حزین لاهیجی)
- Izzatullah Bengali (عزّت‌الله بنگالی), tác giả
- Hatef Esfehani, nhà thơ (هاتف اصفهانی)
- Effat Nasabeh, nữ nhà thơ ( عفت نصابه)
- Zana Lorestani, nhà thơ (زانا لرستانی)
- Lutfullah Tabrizi (لطف‌الله تبریزی)
- Mirza Asadullah Khan Ghalib, (مرزا اسد اللہ خان غالب)
- Zayn al-Abidin Shirvani, (زین‌العابدین شیروانی)
- I'tisam-ud-Din, nhà ngoại giao người Bengali (اعتصام الدین)
- Ghulam Mustafa Burdwani, học giả tôn giáo người Bengali và nhà thơ (غلام مصطفی بردوانی)
- Vahdat Kermanshahi[81]
- Vesal Shirazi[82]
- Forughi Bastami[83]
- Yaghma Jandaghi[84]
- Neshat Esfahani[85]
- Sadat Kazeruni
- Kosar Hamedani[86]
- Sabahi Bigdeli[87]
- Nategh Makrani[88]

## Thế kỷ thứ 19
- Agha Ahmad Ali, nhà thơ người Bengali (آغا احمد علي)
- Mohammad-Taghi Bahar, Malek o-Sho'arā Bahār محمد تقی بهار(ملک الشعرا)
- Ali Akbar Dehkhoda, nhà ngôn ngữ học và nhà báo علی اکبر دهخدا
- Mirza Asadullah Khan Ghalib مرزا اسد اللہ خان غالب
- Hamza Hakimzade Niyazi, nhà thơ, tác gỉa, học giả (1889–1929)
- Mirzadeh Eshghi میرزاده عشقی
- Reza-Qoli Khan Hedayat, nhà thơ và nhà sử học رضا قلی خان هدایت
- Iraj Mirza ایرج میرزا
- Nassakh, nhà thơ người Bengali (نساخ)
- Mohammad Taqi Sepehr (محمدتقی سپهر)
- Ebrahim Poordavood, các ngôn ngữ cổ, Avesta ابراهیم پور داوود
- Aref Qazvini عارف قزوینی
- Hassan Roshdieh حسن رشدیه
- Siyyid 'Ali Muhammad Shirazi, sáng lập viên Babism, سيد علی ‌محمد شیرازی
- Táhirih Qorrat al-'Ayn, nhà thơ Babi và nhà thần học
- Mirza Husayn 'Ali Nuri, sáng lập viên của Đức tin Baha'i, میرزا حسین‌علی نوری
- Farrokhi Yazdi فرخی یزدی
- Khwaja Ahsanullah, nhà thơ Kashmiri-Dhakaiya (خواجه احسن‌الله)
- Khwaja Muhammad Afzal, nhà thơ Kashmiri-Dhakaiya  (خواجه محمد افضل)
- Sheyda Gerashi, nhà thơ và nhà Panegy học شیدای گراشی
- Qaani قاآنی
- Abd al-Hosayn Ayati, nhà thơ, nhà hùng biện, tác giả và nhà sử học عبدالحسین آیتی
- Ubaidullah Al Ubaidi Suhrawardy, nhà thơ người Bengali (عبید الله العبیدی سهروردی)

## Thế kỷ thứ 20
- Ali Abdolrezaei (علی عبدالرضایی)
- Abdolali Dastgheib, tác giả (عبدالعلی دست غیب)
- Abdumalik Bahori, nhà thơ Tajik-Persian
- Abdolkarim Soroush, nhà triết học
- Abolghasem Lahouti, nhà thơ communist (ابوالقاسم لاهوتی)
- Adib Boroumand, nhà thơ, chính trị gia và luật sư (ادیب برومند)
- Ahmad Kamyabi Mask, nhà văn và dịch giả (احمد کامیابی مسک)
- Ahmad Kasravi (احمد کسروی)
- Ahmad NikTalab (احمد نیک طلب), nhà thơ và nhà ngôn ngữ học
- Ahmad Raza Khan (احمد رضا خان)
- Ahmad Shamlou (احمد شاملو), nhà thơ Ahmad Shamlou

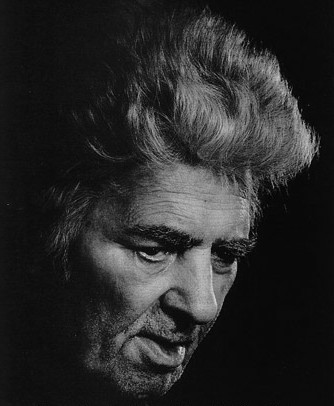
Ahmad Shamlou

- Ali Akbar Dehkhoda, nhà ngôn ngữ học (علی اکبر دهخدا)
- Ali Mohammad Afghani, nhà văn (علی محمد افغانی)
- Ali Shariati, nhà xã hội học và thần học (علی شریعتی)
- Aref Qazvini, (عارف قزوینی)
- Asad Gulzoda, nhà thơ
- Aziz Motazedi, tiểu thuyết gia (عزیز معتضدی)
- Bahman Sholevar, nhà văn và nhà thơ (بهمن شعله ور)
- Bahram Bayzai, nhà viết kịch bản (بهرام بیضایی) Bahram Bayzai
- Bijan Elahi, nhà thơ và dịch giả

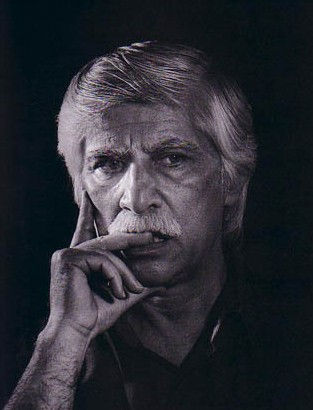
Bahram Bayzai

- Bilal Yousaf, nhà văn, nhà bình luận
- Bozor Sobir, nhà thơ (بازارصابر)
- Bozorg Alavi, (بزرگ علوی) nhà văn
- Dariush Shayegan (داریوش شایگان)
- Ebrahim Nabavi, nhà châm biếm (ابراهیم نبوی)
- Ehsan Naraghi, học giả, nhà xã hội học và nhà văn
- Esmail Khoi, nhà thơ
- Ezzat Goushegir
- Farzona, nhà thơ (Fаrzonа/فرزانه)
- Farzaneh Aghaeipour (فرزانه آقایی‌پور)
- Fereidoon Tavallali, nhà thơ (فریدون توللی)
- Fereshteh Ahmadi, nhà văn (فرشته احمدی)
- Fereydoun Moshiri, nhà thơ (فريدون مشيری)
- Forough Farrokhzad, nhà thơ (فروغ فرخزاد)
- Ghazaleh Alizadeh, tiểu thuyết gia (غزاله علیزاده)
- Gholam Hossein Saedi, nhà văn
- Gholamhossein Mosahab, người viết bách khoa toàn thư (غلامحسین مصاحب)
- Gholamreza Rouhani, nhà thơ (غلامرضا روحاني)
- Gulnazar Keldi, nhà thơ Tajik
- Hamid Mosadegh(حمید مصدق)
- Hassan Roshdieh (حسن رشدیه)
- Heydar Yaghma (حیدر یغما)
- Homaira Nakhat Dastgirzada (حمیرا نکهت دستگیرزاده)
- Houshang Golshiri (هوشنگ گلشیری)
- Houshang Moradi Kermani (هوشنگ مرادی کرمانی)
- Hushang Ebtehaj (H. A. Sayeh) (هوشنگ ابتهاج)
- Ibrahim Ali Tashna, nhà thơ người Bengali (تشنه)
- Ismail Alam, nhà thơ người Bengali (اسماعیل عالم)
- Iraj Mirza, nhà thơ (ایرج میرزا) Iraj Mirza

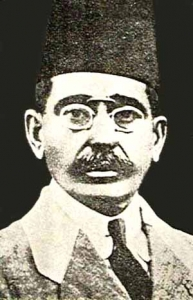
Iraj Mirza

- Iraj Pezeshkzad, tiểu thuyết gia (ایرج پزشکزاد)
- Jalal Al-e-Ahmad (جلال آل احمد)
- Zhaleh Amouzegar (ژاله آموزگار)
- Khalilullah Khalili (خلیل الله خلیلی) nhà thơ và nhà văn
- Kioumars Saberi Foumani (کیومرث صابری فومنی)
- Loiq Sher-Ali (لائق شیرعلی), nhà thơ từ Tajikistan
- Leila Kasra, nhà thơ và nhà viết lời nhạc
- Mahbod Seraji, nhà văn (مهبد سراجی)
- Mahmoud Dowlatabadi (محمود دولت آبادی)
- Mahmoud Melmasi - Azarm, nhà thơ (محمود ملماسي، آزرم)
- Majid Adibzadeh, nhà văn và học giả (مجید ادیب‌زاده)
- Majid M. Naini nhà văn, nhà thơ, dịch giả, người nói chuyện (مجید نایینی)
- Mana Aghaee, nhà thơ, tác giả và dịch giả (مانا آقایی)
- Manouchehr Atashi (منوچهر آتشی)
- Marjane Satrapi, graphic tiểu thuyết gia
- Maryam Jafari Azarmani (مریم جعفری آذرمانی), nhà thơ, nhà bình phẩm
- Massoud Behnoud (مسعود بهنود), nhà báo
- Mehdi Akhavan-Sales, nhà thơ (مهدی اخوان ثالث)
- Mina Assadi, nhà thơ, nhà báo, tác gỉa và nhà viết nhạc (مینا اسدی)
- Mina Dastgheib, nhà thơ (مینا دست غیب)
- Mirzadeh Eshghi (میرزاده عشقی)
- Mirzo Tursunzoda, nhà thơ Tajik
- Mohammad Ali Jamalzadeh, nhà văn (محمد علی جمالزاده)
- Mohammad Hejazi, tiểu thuyết gia và nhà viết kịch
- Mohammad Hossein Shahriar, nhà thơ (محمد حسين شهريار)
- Mohammad Jafar Pouyandeh (محمد جعفر پوینده)
- Mohammad Mokhtari(محمد مختاری)
- Mohammad Reza Ali Payam (Haloo), nhà thơ (محمدرضا عالی‌پیام)
- Mohammad Reza Shafiei-Kadkani, nhà thơ (محمدرضا شفیعی کدکنی)
- Mohammad-Amin Riahi, học giả và nhà văn (محمدامین ریاحی)
- Mohammad-Reza Shafiei-Kadkani, nhà thơ
- Mohammad-Taghi Bahar, nhà thơ(محمد تقی بهار)
- Monica Malek-Yonan, nhà viết kịch
- Morteza Motahhari, nhà thần học (مرتضی مطهری)
- Muhammad Faizullah, nhà thơ người Bengali (محمد فيض الله)
- Muhammad Iqbal, nhà thơ Pakistan (محمد اقبال)
- Nader Naderpour, nhà thơ (نادر نادرپور)
- Nima Yushij, nhà thơ (نیما یوشیج)
- Nosrat Rahmani, nhà thơ (نصرت رحمانی)
- Parvin E'tesami, nhà thơ (پروین اعتصامی)
- Rahi Mo'ayeri, nhà thơ (رهی معیری)
- Reza Baraheni, nhà thơ và nhà bình phẩm (رضا براهنی)
- Reza Khoshnazar, tiểu thuyết gia (رضا خوش‌بين خوش‌نظر)
- Reza Gholi Khan Hedayat, nhà thơ và nhà sử học (رضا قلی‌خان هدایت)
- Reza Shirmarz, nhà viết kịch, tác giả, dịch giả, nhà thơ và nhà luận văn (رضا شیرمرز)
- Roya Hakakian, nhà thơ, nhà văn, nhà báo (رویا حکاکیان)
- Saboktakin Saloor, tiểu thuyết gia
- Sadegh Choubak, nhà văn (صادق چوبک)
- Sadegh Hedayat (صادق هدایت)
- Sadriddin Ayni (صدرالدين عيني), nhà thơ quốc gia của Tajikistan và là một trong những nhà văn quan trọng nhất trong lịch sử của đất nước.
- Saeed Nafisi, học giả, nhà thơ và nhà văn
- Sahar Delijani, tiểu thuyết gia (سحر دلیجانی)
- Samad Behrangi, nhà văn (صمد بهرنگی)
- Seyed Ali Salehi, nhà thơ
- Sems Kesmai, nhà thơ (شمس کسمایی‎)
- Shahrnush Parsipur, tiểu thuyết gia (شهرنوش پارسی‌پور)
- Shams Langeroodi, nhà thơ (شمس لنگرودی)
- Shamim Hashimi, nhà thơ và nhà văn (شمیم ہاشمی)
- Shapour Bonyad, nhà thơ (شاپور بنیاد)
- Sheema Kalbasi, nhà thơ và dịch giả (شیما کلباسی)
- Siavash Kasraie nhà thơ (سیاوش کسرایی)
- Simin Behbahani, nhà thơ (سیمین بهبهانی)
- Simin Daneshvar, nhà văn (سیمین دانشور)
- Sipandi Samarkandi, nhà thơ song ngữ Tajik
- Sohrab Sepehri, nhà thơ và hoạ sĩ (سهراب سپهری) Sohrab Sepehri

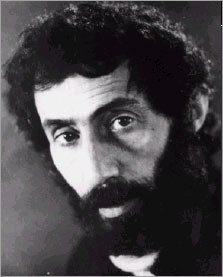
Sohrab Sepehri

- Syed Waheed Ashraf, nhà thơ, nhà thần bí Sufi, học giả, nhà bình phẩm
- Syed Abid Ali Abid nhà thơ và tác giả
- Temur Zulfiqorov, nhà thơ Tajik (Temur Zulfiqorov)
- Varand, nhà thơ (واراند) Varand

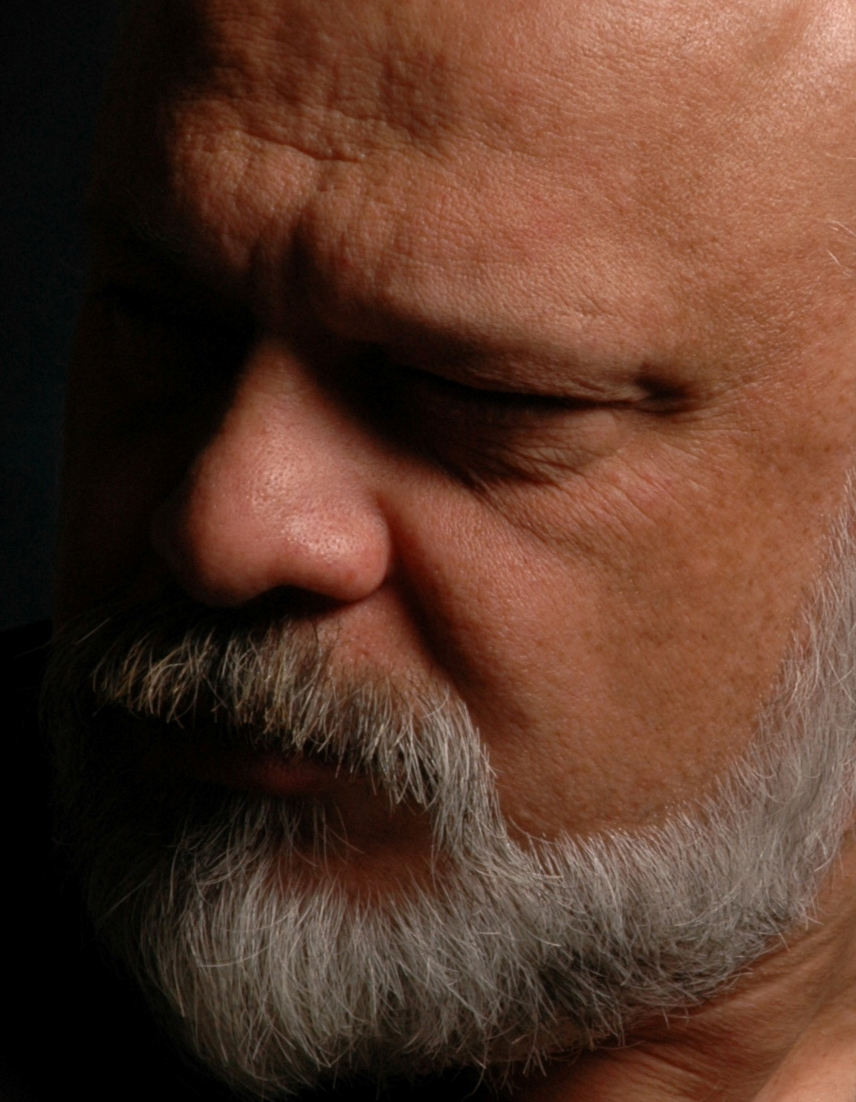
Varand

- Yadollah Royaee, nhà thơ (یدالله رویایی)
- Hossein Rajabian, nhà viết kịch (حسین رجبیان)
- Yasmina Reza, nhà thơ (یاسمینا رضا)
- Zoya Pirzad tiểu thuyết gia (زویا پیرزاد)
- Niloufar Talebi (نیلوفر طالبی)
- Sholeh Wolpé nhà thơ, nhà viết kịch (شعله ولپی)
- Iraj Zebardast, nhà thơ (ايرج زبردست)